# Переселення поляків з СРСР 1944–1946

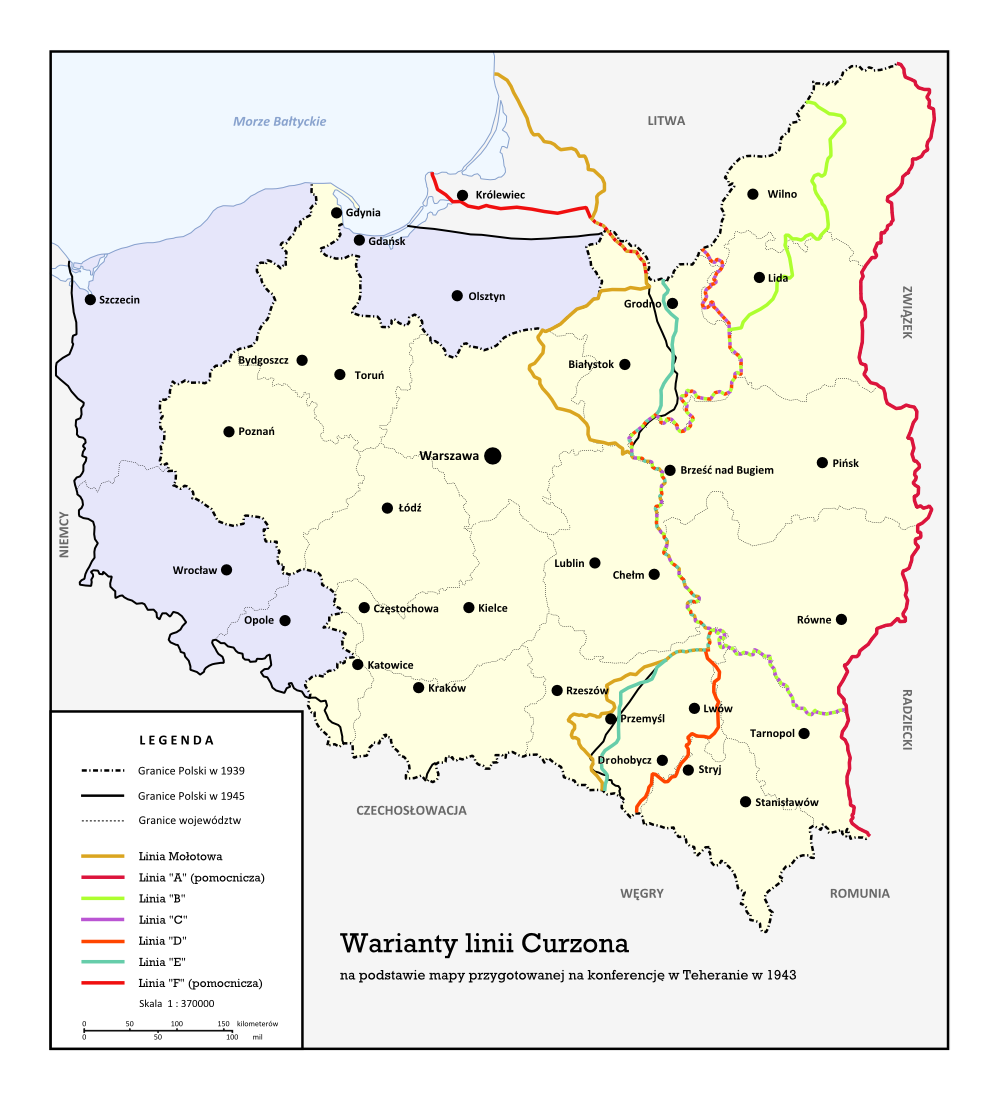
Варіанти, що стосуються лінії Керзона (1943)

Переселення поляків з СРСР у 1944-1946 роках — хвиля примусового переселення поляків з СРСР на території у західній та північній частині ПНР, що до 1945 року належали Німеччині, так звані «Повернені Землі». Здійснювалося внаслідок укладення республіканських договорів (1944) між Польським комітетом національного визволення та трьома республіками СРСР (Білоруською, Українською та Литовською).
Республіканські договори були наслідком «Угоди між PKWN і урядом СРСР про польсько-радянський кордон», підписаної 27 липня 1944 року в Москві Едвардом Особкою-Моравським і Вячеславом Молотовим. Примусове переселення охоплювало території ІІ РП, які були відібрані від Польщі до СРСР внаслідок «Угоди між Польським комітетом національного визволення та урядом СРСР про польсько-радянський кордон», положення якої були підтверджені на Ялтинській конференції (1945 р.), яка визначила, зокрема, хід польсько-радянського кордону.
Переселення поляків до ПНР у 1944-1946 роках відбувалось одночасно з переселенням українців з Польщі до УРСР.

## Фон

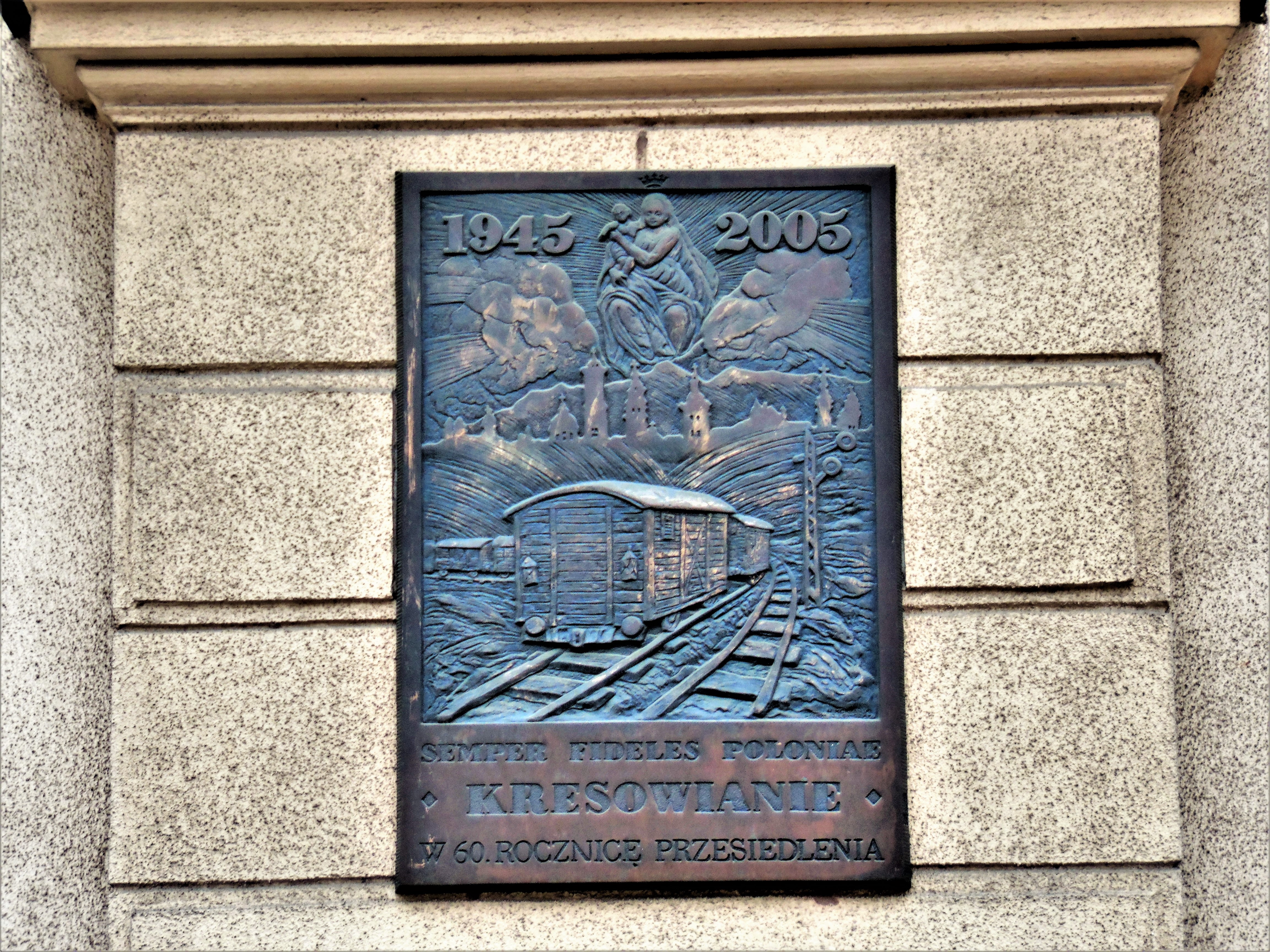
Меморіальна дошка до 60-ї річниці переселення поляків зі Східних Кресів

Перша хвиля масового переселення поляків із втрачених земель відбулася в 1935-1938 роках під час ліквідації польських автономних областей: Мархлевщини та Дзерджжовщини та під час польської операції НКВД, друга – в 1940-1941 роках під час чотирьох великих депортацій. поляків з околиць (радянські депортації 1939–1941 рр.).
У січні-жовтні 1944 р. Червона армія зайняла східну частину ІІ Речі Посполитої. 27 липня цього року радянський уряд і ПКНВ підписали угоду про визначення польсько-радянського кордону по Лінії Керзона. 9 вересня ПКНВ досяг домовленості з урядами УРСР і Білоруської РСР про переселення польського і єврейського населення з цих республік і українського і білоруського народів з урізаної Польщі, а 22 вересня була укладена аналогічна угода з органами влади Литовської РСР. Формально виїзди мали бути добровільними. На практиці, можливо на Волині. Поляки охоче реєструвалися для виїзду, побоюючись подальших актів насильства з боку ОУН. Водночас з липня відбувалися масові арешти партизанів АК та осіб, звинувачених у співпраці з підпіллям (близько 34 тис. осіб), а також мобілізація до ПНА та Червоної Армії (близько 160 тис. осіб)..

## Хід переселення
Угоди передбачали завершення переселенської акції до 1 лютого 1945 року, лише угода з Литовською РСР передбачала виконання до 1 квітня 1945 року. На практиці переселення почалося лише в листопаді та грудні 1944 р., і лише під час Ялтинської конференції в лютому 1945 р. західними союзниками був прийнятий новий польсько-радянський кордон. Лише потім активізувалися переселенські дії, пов’язані також із посиленням радянських репресій. Зрештою, переселення не було завершено вчасно, лише навесні 1945 року рух населення прискорився. Лише 6 липня була підписана угода про переселення між польським Тимчасовим урядом національної єдності та урядом СРСР, і лише на Потсдамській конференції (липень 1945 р.) Польщі були передані західні території. 16 серпня 1945 року було підписано договір про кордон між Польщею та СРСР.
Через зазначені фактори найбільше виїздів переміщених осіб припадало на літо-восену 1945 року та весну 1946 року. На відміну від УРСР, влада Білоруської та Литовської республік ускладнила реєстрацію охочих, а потім заблокувала виїзд близько половини зареєстрованих. Це було пов’язано зі страхом депопуляції територій, де досить компактно проживало польське населення, та сподіванням на те, що  після виселення міських мешканців сільське населення легко піддасться білорусизації та литвинізації.

### З Литовської Радянської Соціалістичної Республіки
148 тис. осіб з 375,6 тис зареєстрованих на виїзд поляків було виселено з території Литовської РСР. Близько 2 тисяч євреїв покинули територію Каунаської Литви. Більшість переселенців з Литви осіли в Ольштині та Гданську, менші групи у Вроцлаві.
Виїхали священнослужителі: 14 липня 1945 р., після звільнення з-під арешту, архієпископ Ромуальд Ялбжиковський із секретарем о. Станіславом Чижевським та сестерами милосердя. Відїхав також семінарист (згодом кардинал) Генрик Гульбінович. З Університету Стефана Баторія виїхали до Торуня Владислав Дзевульський, Тадеуш Чежовський, Ян Прюффер, Генрик Ельценберг, Тимон Несьоловський, Конрад Гурський, Єжи Ремер, Вільгельміна Івановська, Стефан Сільвер та багато інших.
Серед переміщених осіб були також громадяни довоєнної Литви, наприклад, політик Віктор Будзинський, бібліотекар Марта Бурбянка, польська громадська активістка Гелена Швейковська, пізніше актор Густав Люткевич, який утік до Сувалків у 1945 році. Пізніша альпіністка Ванда Руткевич виїхала дитиною.

### З Української Радянської Соціалістичної Республіки
Під час першої масової акції переселення, яка припала на другу половину 1945 — першу половину 1946 рр., із західних територій УРСР (до війни — з південно-східних територій ІІ РП) з 778 до Із західних територій УРСР (до війни) було переселено 792,7 тис. осіб. чол., у тому числі 752,1 тис. осіб поляків, 30,3 тис євреїв і 10,3 тис. переважно українці (члени родин) та роми. З них 652 тис. було переселено зі Східної Галичини чол., у тому числі близько 618,2 тис. поляків, 24,5 тис євреїв і понад 9200 українців, з них львів’ян — 104 446 осіб (з них 98 865 поляків, 3 349 євреїв та 2 232 інших). Загалом зі Станіславівського воєводства виїхало 97,3 тис. осіб. Поляків з Львівського воєводства - 269,5тис., а з Тарнопольського - 251,5 тис. З Волинського воєводства переселено 140,7 тис. осіб, у тому числі не більше 133,9 тис. осіб поляків понад 5,8 тис. євреїв та майже 1000 інших. Крім того, з Буковини виїхало близько 6 тисяч поляків. Польське населення з цієї території осіло переважно на заході Сілезького воєводства та у Вроцлавському воєводстві.

### З Білоруської Радянської Соціалістичної Республіки
У 1944–1946 роках з Білоруської РСР було виселено 226,3 тис. із 529,2 тис зареєстрованих поляків. Переселенці селилися переважно в у Вроцлавському воєводстві та в західній частині Познані, а також у Щецині та Гданську.

### З глибини СРСР
Більше того, у червні 1945 року почалася евакуація поляків із глибин СРСР – колишніх засланців, таборів та біженців. Після підписання угоди 6 липня вона прискорилася. Початковий термін (кінець 1945 р.) не був дотриманий. До того часу в країну повернулося 22 тисяч поляків (10% зареєстрованих). Найбільша інтенсивність репатріації з глибин СРСР припадала на квітень-травень 1946 р., а до кінця серпня до Польщі прибуло 248,2 тис. осіб. осіб, з яких бл.125 тис. поляків. У 1947 році прибуло 7 964 особи, у 1948 році — 7 251, а в 1949 році — 2 614 осіб. Серед цих людей вигнанці часів першої радянської окупації становили явну меншість, більшість з них були заарештовані на Кресах або в центральній Польщі в 1944 і 1945 роках. У 1951–1952 роках влада СРСР погодилася на повернення 787 дітей, які утримувалися в радянських дитячих будинках.

## Чергові переселенські акції
У 1955–1959 роках було здійснено чергове масове переселення поляків зі Східних кордонів.

## Зведення про кількість переміщених осіб[5]
| Ні.   | Походження переселенців                                                                                                 | Оцінка кількості осіб, які підлягають переселенню | Оцінка кількості осіб, які підлягають переселенню | Оцінка кількості переселенців на нові кордони Польщі | Оцінка кількості переселенців на нові кордони Польщі | Відсоток від кількості переміщених осіб з метою: | Відсоток від кількості переміщених осіб з метою: |
| Ні.   | Походження переселенців                                                                                                 | Мінімум                                           | Максимум                                          | Мінімум                                              | Максимум                                             | Мінімум                                          | Максимум                                         |
| 1     | 2 | 3                                                 | 4                                                 | 5                                                    | 6                                                    | 7                                                | 8                                                |
| ----- | --- | ------------------------------------------------- | ------------------------------------------------- | ---------------------------------------------------- | ---------------------------------------------------- | ------------------------------------------------ | ------------------------------------------------ |
| 1     | УРСР | 854 809                                           | 854 809                                           | 772 564                                              | 772 564                                              | 90,4 %                                           | 90,4 %                                           |
| 2     | Білоруська РСР | 520 355                                           | 535 284                                           | 226 315                                              | 273 502                                              | 42,3 %                                           | 51,1 %                                           |
| 3     | Литовська РСР | 379 498                                           | 383 135                                           | 171 158                                              | 197 156                                              | 45,1 %                                           | 51,5 %                                           |
| 4     | Стихійні міграції (втеча населення прикордоння з фронту влітку 1944 р. і мобілізація до армії Берлінга в 1944—1945 рр.) | ---                                               | ---                                               | 300 000                                              | 300 000                                              | ---                                              | ---                                              |
| 4     | втеча населення прикордоння від польсько-української війни 1942—1944                                                    | ---                                               | ---                                               | 300 000                                              | 300 000                                              | ---                                              | ---                                              |
| Разом | Разом | 1 754 662                                         | 1 773 228                                         | 1 770 037                                            | 1 843 222                                            |                                                  |                                                  |

## Виноски
1. 1 2 3 4 5 6 7 8  dr Witold Sienkiewicz, dr hab. Grzegorz Hryciuk, ред. (2008), Wysiedlenia, wypędzenia i ucieczki 1939–1959. Atlas ziem Polski (пол.), Warszawa: Demart S.A., с. 82—87, ISBN 978-83-7427-391-6
2. 1 2  , Grzegorz Hryciuk, "Przemiany narodowościowe i ludnościowe w Galicji Wschodniej i na Wołyniu w latach 1931–1948"
3. ↑  , Grzegorz Hryciuk, "Przemiany narodowościowe i ludnościowe w Galicji Wschodniej i na Wołyniu w latach 1931–1948"
4. ↑  Tarik Cyril Amar, Zabójstwo we Lwowie. Koniec miasta wieloetnicznego, budowa sowiecko-ukraińskiego Lwowa i los modelowego miasta pogranicza, [„A Murder in Lwów. The End of a Multi-Ethnic City, the Making of a Soviet-Ukrainian Lviv, and the Fate of a Model Borderland City”], „Nowa Ukraina”, nr 1–2/2007, s. 107–121.
5. ↑  Przesiedlenie ludności polskiej z Kresów Wschodnich do Polski 1944—1947. Wybór dokumentów, Warszawa: Neriton, 2000.
6. ↑  Wysiedlenia, wypędzenia i ucieczki 1939–1959. Atlas ziem Polski. Demart.
7. ↑  Język polski Wileńszczyzny i kresów północno-wschodnich;wydawnictwo PWN.